# Bni Ftah
Bni Ftah (àrab بني فتح) és una comuna rural de la província de Taza de la regió de Fes-Meknès. Segons el cens de 2014 tenia una població total de 10.919 persones.